# صالح وريكات
صالح وريكات (1939- 2014) سياسي أردني. شغل منصب عضو مجلس النواب السادس عشر عن الدائرة الخامسة من عمان.
في آذار 2011، خلال اقتراع على الثقة، أيد رئيس الوزراء معروف البخيت. 
خلال فترة وجوده في مجلس النواب كان رئيس لجنة المياه والزراعة في مجلس النواب. 
أيد الوريكات حق الفلسطينيين في إقامة دولتهم.

## الوفاة
توفي الوريكات في 22 مايو 2014 عن عمر يناهز 74 عامًا.